# Зоммер, Герхард
Ге́рхард Зо́ммер (нем. Gerhard Sommer; 24 июня 1921, Гамбург, Веймарская республика — 1 января 2019, Гамбург, Германия) — немецкий офицер, унтерштурмфюрер СС и военный преступник. В 2005 году вместе с десятью другими обвиняемыми был заочно приговорён в итальянским судом к пожизненному лишению свободы за соучастие в массовом убийстве 560 жителей горной деревни Сант’Анна ди Стаццема (область Тоскана, Италия), совершённом 12 августа 1944 года.

## Биография
Герхард Зоммер родился 24 июня 1921 в Гамбурге. В 1933 году вступил в Гитлерюгенд, а 1 сентября 1939 года в НСДАП (партийный билет № 7 111 565). В октябре 1939 года Зоммер присоединился к войскам СС (личный № 474 378) и был приписан к 1-й танковой дивизии СС «Лейбштандарт СС Адольф Гитлер». В составе дивизии Зоммер участвовал во Французской и Греческой кампаниях, а позже во вторжении в СССР. В ноябре 1942 был ранен и награждён железным крестом II степени.
30 января 1944 года повышен в звании до Унтерштурмфюрера СС и назначен командиром 7-й роты 2-го батальона, 35-го пехотного полка 16-й моторизованной дивизии СС «Рейхсфюрер СС». Участник оборонительных боёв в Италии. 19 августа 1944 года за отличие в боях с союзниками награждён железным крестом I степени. В марте 1945 года переведен в 23-ю добровольческую моторизованную дивизию СС «Недерланд» вместе с которой 3 мая 1945 года сдался американцам.

### Жизнь после войны и судебные разбирательства
После завершения боевых действий был интернирован до 1948 года. После освобождения вернулся в Гамбург, где женился и стал отцом трех детей. Совместно с младшим братом более 40 лет возглавлял компанию, занимающуюся экспортом автомобилей. В 1990-х вышел на пенсию.
22 июня 2005 года итальянский военный суд в городе Специя признал Герхарда Зоммера и ещё десять человек виновными в совершении массового убийства 12 августа 1944 года 560 жителей горной деревни Сант’Анна ди Стаццема заочно приговорив их к пожизненному лишению свободы. Некоторые осуждённые через своих адвокатов подали апелляции, однако 8 ноября 2007 года приговор был оставлен без изменений. Сам Герхард Зоммер так и не признал себя виновным в соучастии в совершении массового убийства. Итальянская прокуратура, однако, никогда не требовала экстрадиции Зоммера или кого-либо ещё из обвиняемых по этому уголовному делу.
В 2002 году немецкая прокуратура начала расследование деятельности Герхарда Зоммера в период Второй мировой войны с целью проверки на причастность к совершению военных преступлений. После более чем 10-летних разбирательств, 30 сентября 2012 года, делопроизводство было закрыто без предъявления Зоммеру каких-либо обвинений. Тем не менее 5 августа 2014 года решение о прекращении расследования было отменено и по вновь открывшимся обстоятельствам Зоммеру были предъявлены обвинения в соучастии в совершении 12 августа 1944 года массового убийства 560 человек. Однако 28 мая 2015 года уголовное дело в отношении Герхарда Зоммера было прекращено — в связи с признанием его неподсудным из-за старческой деменции.
С мая 2006 года Герхард Зоммер проживал в доме престарелых «Sommerresidenz» в Гамбурге, где и скончался по естественным причинам 1 января 2019 года.